# Sébastien Smirou
Sébastien Smirou (né en 1972 à Niort, Deux-Sèvres) est un écrivain et psychanalyste français.

## Biographie
Sébastien Smirou est écrivain. Après plusieurs livres de poésie, principalement aux éditions P.O.L, il a publié différents livres en prose (de fiction et de non-fiction). Il a été pensionnaire de la Villa Médicis, à Rome, durant l'année 2016-2017.
Psychanalyste et psychologue-clinicien, il a également préfacé plusieurs classiques de la littérature psychanalytique pour les éditions Payot et traduit différents ouvrages depuis l'italien.

## Prose
- 2016 : Un temps pour se séparer - Notes sur Robert Capa - Hélium (ISBN 978-2-330-05703-9)
- 2017 : Le doigt dans l'œil - Coopérative des Littératures, Collection Ekphrasis (ISBN 978-2-916252-53-7)
- 2019 : Pierre Sky l'Enchanté - Marest Éditeur  (ISBN 9791096535231).
- 2019 : Chant-contre-chant, sous le nom de Pierre Sky - Marest Éditeur  (ISBN 9791096535170)
- 2025 : Capsule Bakary - Éditions P.O.L (ISBN : 978-2-8180-6283-8)

## Vers
- 1998 : Simon aime Anna - Rup&rud -  (ISBN 2-86744-981-2)
- 2003 : Mon Laurent - Éditions P.O.L.  (ISBN 2-86744-981-2)
- 2006 : Ma girafe - Contrat maint  (ISBN 2-914906-26-9)
- 2008 : Je voudrais entrer dans la légende, Contrat maint  (ISBN 978-2914906395)
- 2008 : Beau voir - Éditions P.O.L  (ISBN 2-84682-251-4)
- 2009 : rup&rud - l'intégrale - Éditions de L'Attente  (ISBN 978-2-914688-89-5)
- 2011 : Un temps pour s'étreindre - Éditions P.O.L.  (ISBN 978-2-8180-1385-4)
- 2012 : Moisson - Contrat maint  (ISBN 978-2-914906-57-9)

## Psychanalyse et philosophie
- 2011 : Freud, metteur en scène de la maladie - préface à Le petit Hans, de Sigmund Freud, Petite Bibliothèque Payot  (ISBN 2-228-90673-5)
- 2012 : Arpad, un cas rêvé - préface à Un petit homme-coq, de Sandor Ferenczi, Petite Bibliothèque Payot  (ISBN 978-2-228-90787-3)
- 2014 : Comment haïr objectivement sa femme - préface à La haine dans le contre-transfert, de Donald W. Winnicott, Petite Bibliothèque Payot  (ISBN 978-2-228-91055-2)
- 2016 : Un portrait de l'invisible - préface à Sur le rêve, de Sigmund Freud, Petite Bibliothèque Payot  (ISBN 978-2-228-91627-1)
- 2020 : Magie de la théorie - préface à Philosophie du langage, de Walter Benjamin, Petite Bibliothèque Payot

## Traductions
- 2012 : Rêveries, Antonino Ferro, éditions d'Ithaque
- 2015 : Imaginons, Domenico Chianese & Andreina Fontana, éditions d'Ithaque
- 2020 : Poèmes pour Jula Cohn, Walter Benjamin (Traduction de l'allemand avec Pierre Magnier), in Revue Incise 8
- 2021 : Le travail de Gertrude Stein, William Carlos Williams, in Revue Incise 8
- 2021 : Miss Furr & Miss Skeene, Gertrude Stein, in Revue Incise 8